# Letizia Ciampa

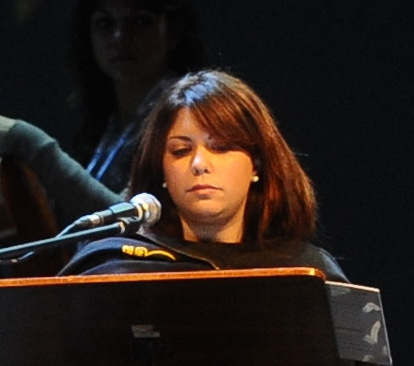
Letizia Ciampa (2015)

Letizia Ciampa (* 20. August 1986 in Rom) ist eine italienische Synchronsprecherin und Schauspielerin.

## Leben
Letizia Ciampa wurde am 20. August 1986 in Rom geboren. Sie wurde in Italien als Synchronsprecherin von Emma Watson in ihrer Rolle der Hermine Granger in der Harry-Potter-Filmreihe bekannt.
Als Schauspielerin erhielt sie erste Aufmerksamkeit in der Fernsehserie Spaghetti Family, in der sie von 2003 bis 2004 mitspielte. 2005 folgte eine Besetzung als Manuela, die beste Freundin der Protagonistin, in dem Film Melissa P. – Mit geschlossenen Augen. In den nächsten Jahren hatte sie Episodenrollen in verschiedenen Fernsehserien und 2015 eine Rolle im Film All Roads Lead to Rome.
Sie lieh dem fiktiven Teenager Bloom in der Zeichentrickserie Winx Club und deren Fortsetzungen und Animationsfilmen ihre Stimme.

## Filmografie (Auswahl)

### Synchronisation
- 2001: Harry Potter und der Stein der Weisen (Harry Potter and the Philosopher's Stone) (Videospiel)
- 2004–2019: Winx Club (Zeichentrickserie, 208 Episoden)
- 2006–2008: Die Schule der kleinen Vampire (Zeichentrickserie, 2 Episoden)
- 2007: Winx Club – Das Geheimnis des verlorenen Königreichs (Winx Club – Il Segreto del Regno Perduto) (Animationsfilm)
- 2010: Winx Club – Das magische Abenteuer (Winx Club 3D: Magica avventura) (Animationsfilm)
- 2014: Winx Club – Das Geheimnis des Ozeans (Winx Club: Il mistero degli abissi) (Animationsfilm)
- 2015: Acid Space (Animationsfilm)
- 2016–2017: Die Welt der Winx (World of Winx) (Zeichentrickserie, 26 Episoden)

### Schauspiel
- 2003–2004: Spaghetti Family (Fernsehserie, 9 Episoden)
- 2005: Melissa P. – Mit geschlossenen Augen (Melissa P.)
- 2007: Provaci ancora prof! (Fernsehserie, Episode 2x05)
- 2011: Fratelli detective (Fernsehserie, Episode 1x01)
- 2011: Notte prima degli esami '82 (Mini-Serie)
- 2015: All Roads Lead to Rome